# Zorikan lo sterminatore
Zorikan lo sterminatore è un film del 1964, diretto da Roberto Mauri.

## Trama
Obbedendo al suo superiore, Zorikan saccheggia una città ma per arraffare il suo tesoro deve vedersela con un coraggioso capitano.